# Spindelblomster
Spindelblomster (Listera cordata) är en ört i familjen orkidéer. 